# آمرینون
آمرینون (انگلیسی: Amrinone) که به نام اینامرینون نیز شناخته می‌شود و با نام Inocor به فروش می‌رسد، یک مهارکننده پیریدین فسفو دی استراز ۳ است. آمرینون دارویی است که ممکن است پیش آگهی را در بیماران مبتلا به نارسایی احتقانی قلب بهبود بخشد. نشان داده شده‌است که آمرینون انقباضات شروع شده در قلب را با آزادسازی کلسیم ناشی از کلسیم (CICR) افزایش می‌دهد. اثر اینوتروپیک مثبت آمرینون با افزایش انتخابی CICR با بهره بالا انجام می‌شود، که به انقباض میوسیت‌ها با فسفوریلاسیون از طریق مسیرهای پروتئین کیناز A وابسته به cAMP (PKA) و Ca2+ کالمودولین کیناز کمک می‌کند.

## کارکرد
این دارو انقباض قلب را افزایش می‌دهد و نوعی وازودیلاتور است. این دارو با مهار تجزیه cAMP و cGMP توسط آنزیم فسفودی استراز (PDE3) عمل می‌کند.

## مهار PDE-III و عملکرد قلب
فسفو دی استراز ۳ در عضله قلب، ماهیچه صاف عروق و پلاکت‌ها وجود دارد. PDE III پیوند فسفودی استر را در cAMP تجزیه می‌کند تا آن را تجزیه کند. وقتی PDE III مهار می‌شود، cAMP را نمی‌توان غیرفعال کرد. افزایش cAMP با تجویز آمرینون در عضله صاف عروق با تسهیل جذب کلسیم توسط شبکه سارکوپلاسمی (نوع خاصی از ER صاف) و کاهش کلسیم موجود برای انقباض، اتساع عروق ایجاد می‌کند. در میوسیت‌ها، افزایش غلظت cAMP به نوبه خود فعالیت PKA را افزایش می‌دهد. این کیناز جریان ورودی Ca2+ را از طریق کانال‌های Ca2+ نوع L بهبود می‌بخشد، که منجر به آزاد شدن کلسیم ناشی از کلسیم از شبکه سارکوپلاسمی می‌شود و جرقه کلسیمی را ایجاد می‌کند که باعث انقباض می‌شود. این منجر به یک اثر اینوتروپیک می‌شود. افزون بر این، PKA فسفریله و غیرفعال می‌کند فسفولامبان‌هایی را که SERCA را مهار می‌کنند، که یک پمپ آنزیمی است که برای خاتمه انقباض، Ca2+ را از سیتوپلاسم حذف می‌کند، آن را در شبکه سارکوپلاسمی ذخیره می‌کند و باعث ایجاد آرامش پیشروی شریانی می‌شود. اثر هر دو اثر اینوتروپیک و لوزیتروپیک استفاده از آمرینون را برای درمان نارسایی قلبی توجیه می‌کنند. آمرینون فشار گوه مویرگی ریوی را کاهش می‌دهد در حالی که برون ده قلبی را افزایش می‌دهد، زیرا به عنوان یک گشادکننده عروق شریانی عمل می‌کند و ظرفیت وریدی را افزایش می‌دهد در حالی که بازگشت وریدی را کاهش می‌دهد. کاهش خالص کشش دیواره میوکارد و مصرف O2 هنگام استفاده از آمرینون وجود دارد. آمرینون همچنین اثرات مفیدی در طول دیاستول در بطن چپ دارد، از جمله آرامش، انطباق و پرکردن بیماران مبتلا به نارسایی احتقانی قلب.

## کاربرد
مدیریت کوتاه مدت CHF شدید (به دلیل افزایش مرگ و میر، احتمالاً به دلیل نارسایی قلبی، طولانی مدت استفاده نمی‌شود).

## اثرات در نارسایی احتقانی قلب
نارسایی احتقانی قلب (CHF) با کاهش عملکرد بطنی و ناهنجاری در گردش خون محیطی و اندام‌ها مشخص می‌شود. کاهش آزادسازی فاکتور آرامش‌بخش مشتق از اندوتلیوم (EDRF) باعث کاهش تحریک گوانیلات سیکلاز می‌شود و سطح GMP حلقوی (cGMP) در ماهیچه صاف عروق کاهش می‌یابد. این امر آرامش را در عروق مختل می‌کند و بخشی از چرخه معیوب CHF است. بیماران مبتلا به CHF گیرنده‌های آدرنرژیک β-۱ خود را کاهش می‌دهند که توانایی آنها را برای فعال کردن آدنیلات سیکلاز داخل سلولی، که تشکیل cAMP را کاتالیز می‌کند، تغییر می‌دهد. cAMP دومین پیام رسان است که سطح کلسیم موجود را برای انقباض قلب کنترل می‌کند. نشان داده شده‌است که تجویز IV آمرینون برون ده قلبی (CO) و حجم ضربه (SV) را افزایش می‌دهد، در حالی که همزمان فشار پر شدن بطن چپ را کاهش می‌دهد و مقاومت در عروق محیطی را کاهش می‌دهد. این اتفاق منجر به افزایش ضربان قلب یا فشار خون نمی‌شود. بهبود عملکرد بطن‌ها احتمالاً ناشی از تحریک مستقیم میوکارد افسرده و همچنین کاهش مقاومت عروق محیطی است.

## موارد منع مصرف
بیماران مبتلا به تنگی آئورت، کاردیومیوپاتی هیپرتروفیک، یا سابقه حساسیت مفرط به دارو.

## موارد احتیاط
ممکن است ایسکمی میوکارد را افزایش دهد. فشار خون، نبض و ECG باید به‌طور مداوم کنترل شود. آمرینون فقط باید با نرمال سالین یا ۱/۲ نرمال سالین رقیق شود. هیچ محلول دکستروز نباید استفاده شود. فورزماید، یک دیورتیک حلقه، نباید در خط IV که آمرینون را تحویل می‌دهد، تجویز شود.

## عوارض جانبی
ترومبوسیتوپنی بارزترین عارضه جانبی مرتبط با دوز است، اما گذرا و بدون علامت است. تهوع، اسهال، سمیت کبدی، آریتمی و تب از دیگر عوارض جانبی هستند.

## سنتز

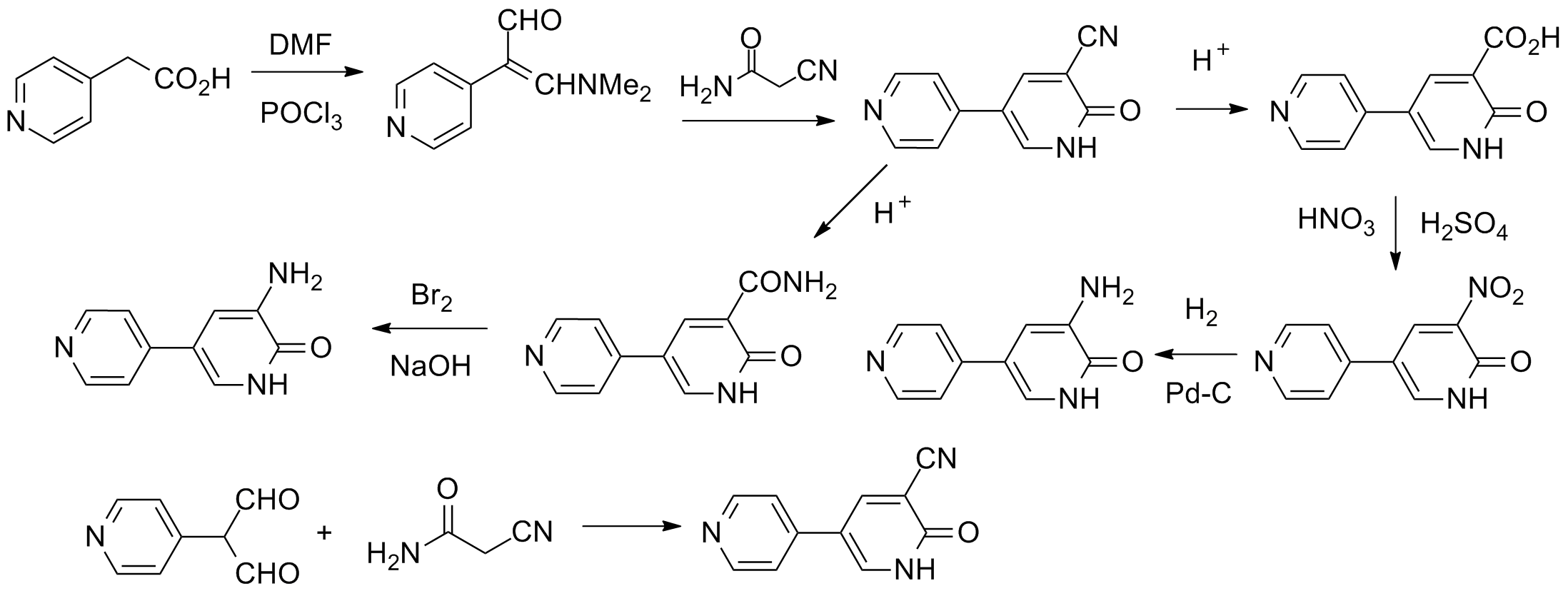
سنتز آمرینون: